# The Adventures of Ruth

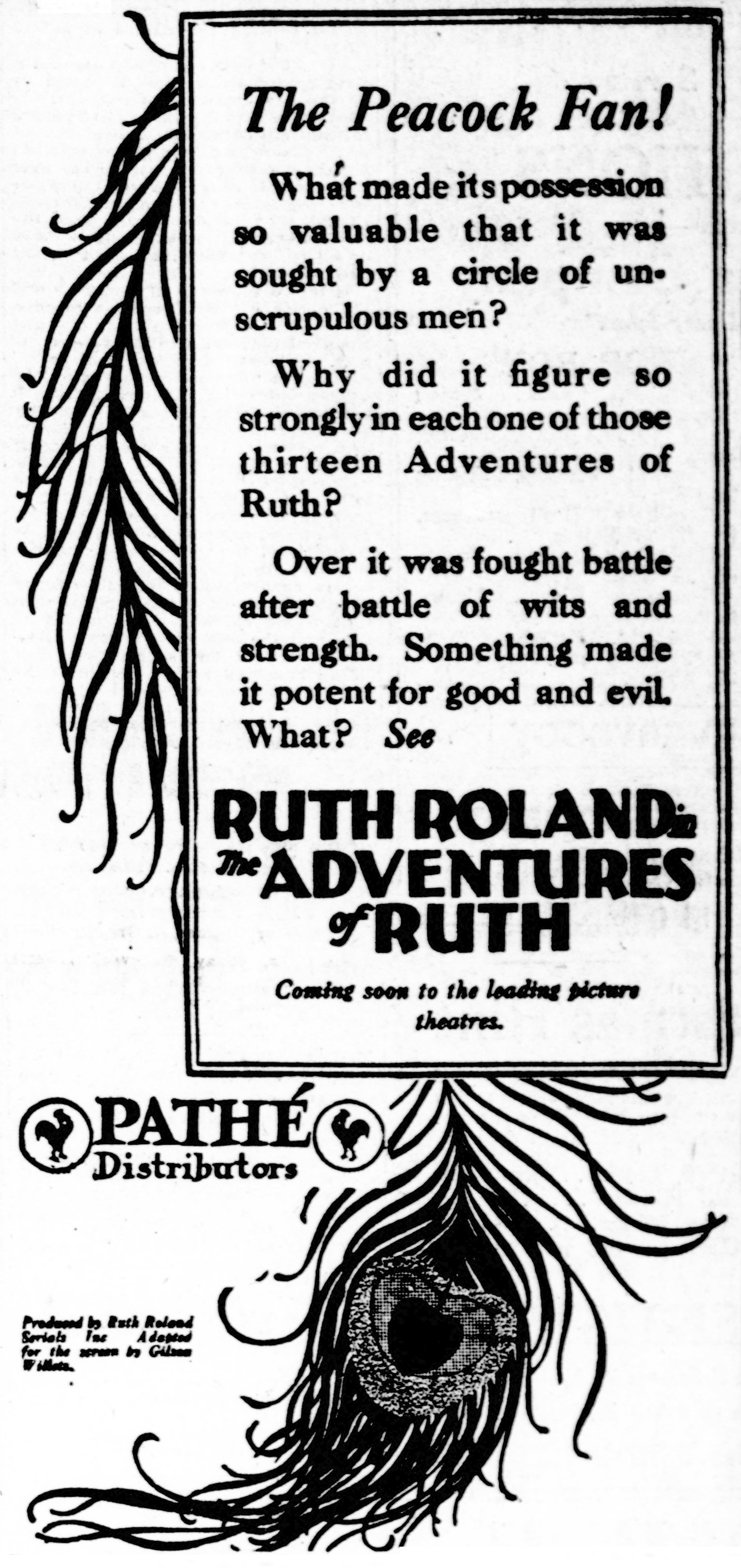
Anúncio do filme em jornal.

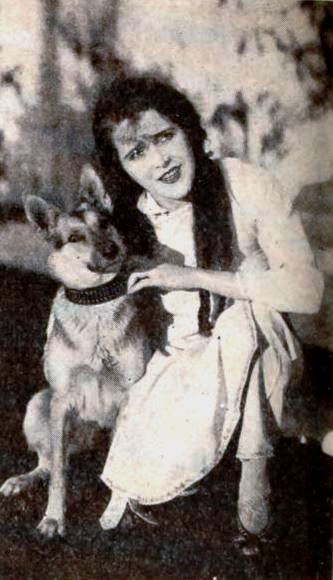
Reportagem promocional do seriado, apresentando Ruth Roland.

The Adventures of Ruth é um seriado estadunidense de 1919, dirigido por George Marshall, categoria aventura, em 15 capítulos, estrelado por Ruth Roland e Herbert Heyes. O seriado foi produzido pela Astra Film Corporation, distribuído pela Pathé Exchange e veiculou nos cinemas dos Estados Unidos entre 28 de dezembro de 1919 e 4 de abril de 1920.
Este seriado é considerado perdido.

## Elenco
- Ruth Roland - Ruth Robin
- Herbert Heyes - Bob Wright (creditado Herbert Hayes)
- Thomas G. Lingham - LaFarge
- William Human - Paul Brighton
- Charles Bennett - Wayman
- Helen Case - Condessa Zirka
- Helen Deliane - Melody Morne
- Charles Belcher
- George Larkin

## Capítulos
1. The Wrong Countess
2. The Celestial Maiden
3. The Bewitching Spy
4. The Stolen Picture
5. The Bank Robbery
6. The Border Fury
7. The Substitute Messenger
8. The Harem Model
9. The Cellar Gangsters
10. The Forged Check
11. The Trap
12. The Vault of Terror
13. Within Hollow Walls
14. The Fighting Chance
15. The Key To Victory

## Produção
O seriado foi anunciado como escrito, produzido e dirigido por Ruth Roland. Roland era a produtora, porém foi escrito por Gilson Willets e dirigido por George Marshall.
Ruth Roland foi dublada por Al Hoxie, porém ele não foi creditado.